# 加拿大文化
加拿大文化在歷史上，廣受英國、法國及當地原住民的文化及傳統所影響，也曾於一段長時間大受美國文化影響。不同形式的美國媒體及娛樂在加拿大也有一定的流行度，相反地，有不少加拿大文化色彩的產品及藝人，也成功打入美國以至世界。加拿大聯邦政府的節目、法律及制度也影響了加拿大文化，透過成立公營電台將之推廣，包括加拿大廣播公司、加拿大國家電影局等。為保護加拿大文化，政府也透過立法方式，要求節目按照加拿大廣播電視電信委員會的標準，加入最低限度的加拿大文化內容。

## 外部連結
- Culture.CA （英文）（法文）